# Henk Vonk
Henk Vonk (Utrecht, 7 april 1942 – Vianen, 17 juni 2019) was een Nederlands voetballer (DOS en Gooiland), voetbaltrainer, scout, video-analist en assistent-trainer van Eredivisionist FC Utrecht.

## Loopbaan
De eerste club van Vonk als voetballer was Odin. Al snel verkaste hij naar DOS, waar hij na de jeugdopleiding te hebben doorlopen, twee seizoenen als prof speelde. Een periode bij SC Gooiland volgde, waarna Vonk stopte met voetballen op 28-jarige leeftijd. Toen al was hij bezig met het behalen van een trainersdiploma. Vonk was sinds 1981 actief bij FC Utrecht. Daarvoor was hij trainer van een aantal amateurploegen, waaronder Holland en het Utrechts regioteam, waar onder meer Willy Carbo en Jan Wouters werden ontdekt. Hij begon bij FC Utrecht als lid van de scouting, werd vervolgens hoofdscout en kwam uiteindelijk terecht in de trainersstaf van de jeugdopleiding.
Vonk was vanaf het seizoen 1988-1989 assistent-trainer van het eerste elftal. In 1993 was de Nieuwegeiner gedurende korte periode hoofdtrainer ad-interim, na het plotse vertrek van de Rotterdammer Ab Fafié. Hij werd al snel vervangen door voormalig clubicoon Leo van Veen. In de jaren 90 was hij onder meer hoofd opleidingen.
Vonk analyseerde komende tegenstanders van het eerste elftal middels een video-analysesysteem. Op 10 september 2006 werd hij voor aanvang van de thuiswedstrijd tegen RKC Waalwijk gehuldigd voor zijn werk bij de club.
Vanaf 23 december 2008 was de Nieuwegeiner tevens, samen met Ton du Chatinier - die niet over de benodigde papieren voor het hoofdtrainerschap beschikte - wederom trainer, na het ontslag van Willem van Hanegem.

## Carrièrestatistieken
| Seizoen         | Club            | Land            | Competitie       | Competitie | Competitie | Beker | Beker | Internationaal | Internationaal | Overig | Overig | Totaal | Totaal |
| Seizoen         | Club            | Land            | Competitie       | Wed.       | Dlp.       | Wed.  | Dlp.  | Wed.           | Dlp.           | Wed.   | Dlp.   | Wed.   | Dlp.   |
| --------------- | --------------- | --------------- | ---------------- | ---------- | ---------- | ----- | ----- | -------------- | -------------- | ------ | ------ | ------ | ------ |
| 1963/64         | DOS             | Nederland       | Eredivisie       | –          | –          | –     | 0     | 0              | 0              | 0      | 0      | –      | –      |
| 1964/65         | DOS             | Nederland       | Eredivisie       | –          | –          | –     | 0     | 3              | 0              | 0      | 0      | –      | –      |
| 1965/66         | Gooiland        | Nederland       | Tweede divisie A | –          | 0          | –     | 0     | 0              | 0              | 0      | 0      | –      | 0      |
| 1966/67         | Gooiland        | Nederland       | Tweede divisie   | –          | 1          | –     | –     | 0              | 0              | 0      | 0      | –      | 1      |
| 1967/68         | Gooiland        | Nederland       | Tweede divisie   | –          | 0          | –     | 0     | 0              | 0              | 0      | 0      | –      | 0      |
| 1968/69         | Gooiland        | Nederland       | Tweede divisie   | –          | 0          | –     | 0     | 0              | 0              | 0      | 0      | –      | 0      |
| 1969/70         | Gooiland        | Nederland       | Tweede divisie   | –          | 0          | –     | 0     | 0              | 0              | 0      | 0      | –      | 0      |
| Carrière totaal | Carrière totaal | Carrière totaal | Carrière totaal  | –          | –          | –     | 0     | 3              | 0              | 0      | 0      | –      | –      |

## Overlijden
Op 17 juni 2019 overleed Vonk in Vianen, nadat hij al enige tijd ernstig ziek was.